# Tektronix

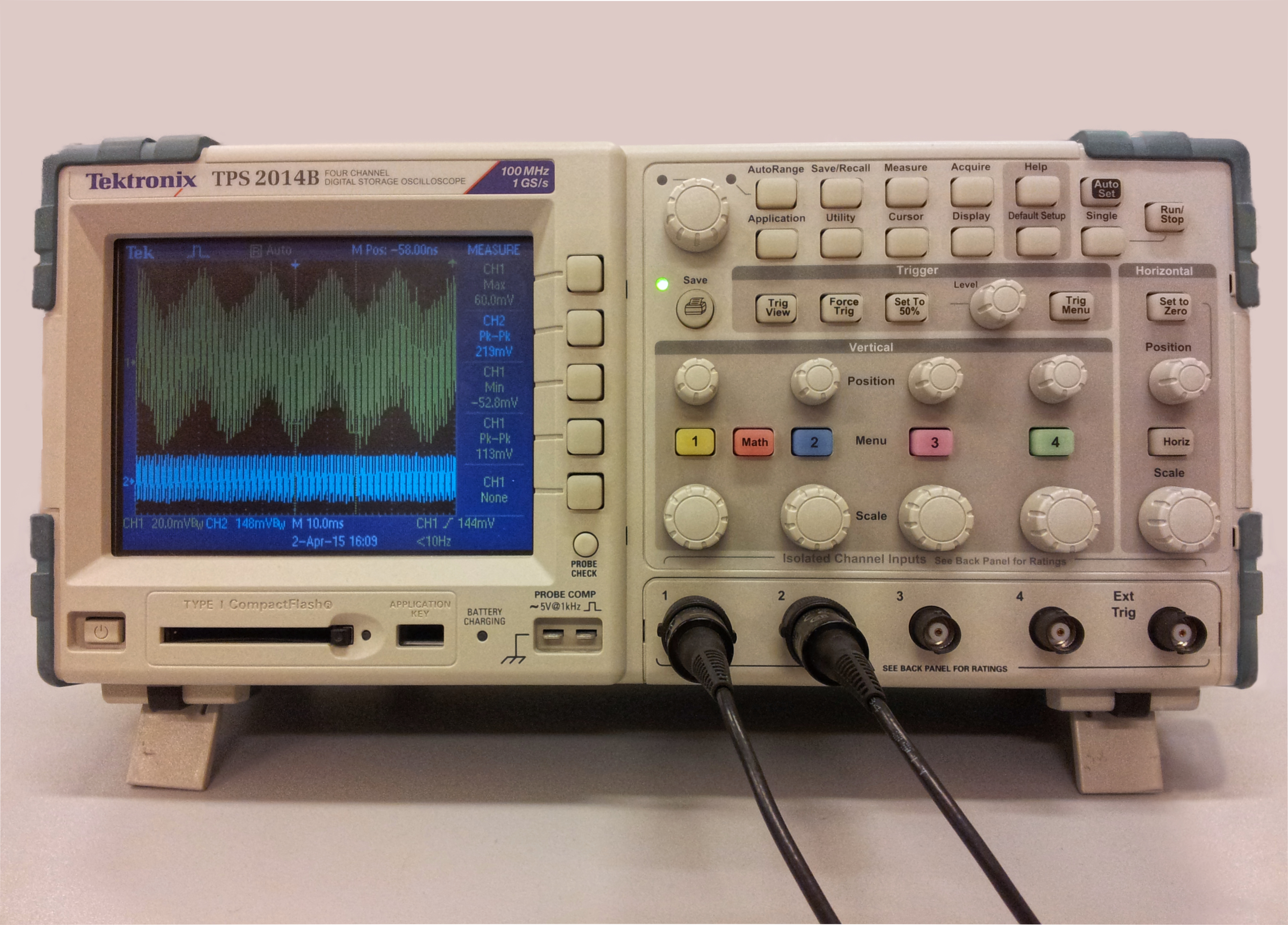
Digitales Speicher-Oszilloskop (DSO), 2012.

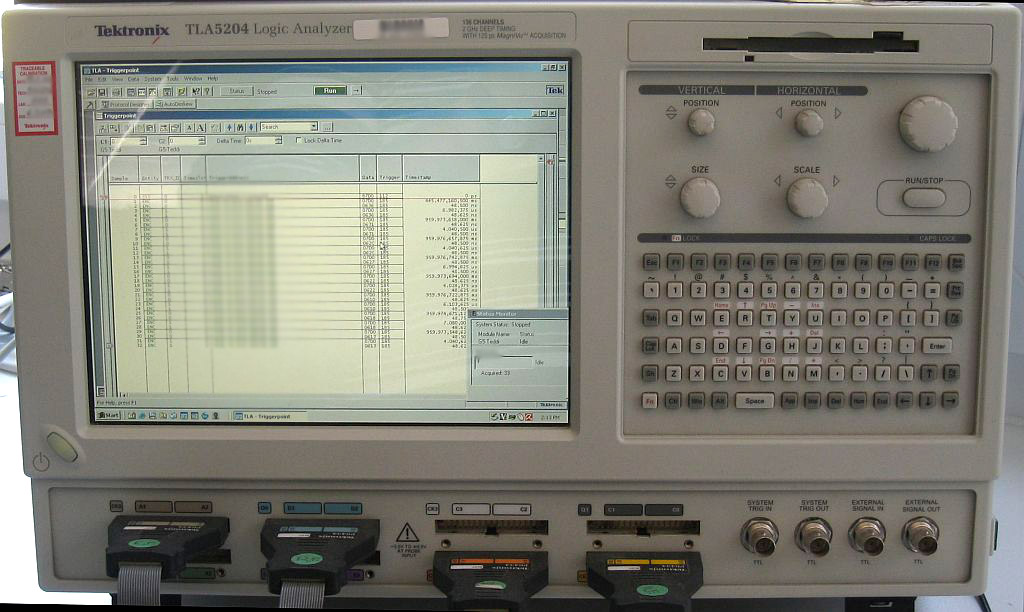
Logikanalysator von Tektronix

Tektronix ist ein Unternehmen aus den Vereinigten Staaten mit Firmensitz in Beaverton im Bundesstaat Oregon.  Das Unternehmen wurde 1946 von Howard Vollum und Melvin Murdock gegründet, die das erste getriggerte Oszilloskop auf den Markt brachten. 1947 waren beim Unternehmen 12 Mitarbeiter angestellt und 1951 wurden 250 Mitarbeiter beschäftigt.
Tektronix ist insbesondere für seine elektronischen Test- und Ausrüstungsgegenstände wie Oszilloskope, Logikanalysatoren und mobile Testprotokollausrüstungen,
früher auch Grafikterminals bekannt. Bekannt sind vor allem die 5000er und 7000er Reihe von Oszilloskopen mit drei oder vier Einschüben, sowie die Modelle 465, 475 und 485 aus den 1970er und 1980er Jahren.
Tektronix beschäftigte mit Stand 2006 rund 4.360 Mitarbeiter. Im November 2007 wurde das Unternehmen von der Danaher Corporation für einen Kaufpreis von 2,8 Milliarden US-Dollar übernommen. Nach der Übernahme von Keithley Instruments durch Danaher 2010 wurde Keithley auf Tektronix vereinigt. In den Folgejahren wurde Tektronix Teil des Fortive-Konzerns.